# Athassel Priory
Athassel Priory è un monastero normanno in rovina dell'Irlanda, situato nei pressi del villaggio di Golden, 8 km a sud-ovest di Cashel sulla sponda occidentale del fiume Suir, nella contea di Tipperary.

## Storia
Il monastero, abbandonato da tempo, fu costruito nel 1192 da William de Burgh, che desiderava farne uno dei monasteri più ricchi e potenti del paese.
La famiglia Desmond e il clan degli O'Brien incendiarono il monastero una prima volta nel 1319 e successivamente nel 1329. Ciò che rimane sono poche rovine dell'edificio iniziale, tra cui l'ingresso, le mura di cinta, i chiostri e alcuni corridoi.